# I Have a Dream (Lied)
I Have a Dream ist ein Popsong der schwedischen Band ABBA aus dem Jahr 1979. Er wurde von Benny Andersson und Björn Ulvaeus geschrieben, und die Lead Vocals wurden von Anni-Frid Lyngstad gesungen. Im Dezember 1979 wurde das Stück mit einer Live-Version von Take a Chance on Me als letzte Single des Albums Voulez-Vous ausgekoppelt.

## Entstehung
Mit Arbeitstiteln wie I Know a Song oder Take Me in Your Armpit wurde I Have a Dream im März 1979 als letzter Song der Sessions für das Album Voulez-Vous aufgenommen. Eine wesentliche Besonderheit bei diesem Lied ist, dass ein Kinderchor eingesetzt wurde. Dies wurde lange diskutiert, bevor der Plan umgesetzt wurde. Zum ersten Mal waren bei einem ABBA-Song Stimmen zu hören, die nicht von der Band selber stammten.

„Einige dachten, dass wir hiermit ein wenig über das Ziel hinausgeschossen wären. Aber dem stimme ich nicht zu, denn meiner Meinung nach war es völlig richtig, dass wir den Chor dabei hatten.“

Zum Text sagte Ulvaeus später:

„Ich erinnere mich, dass ich den Text zu I Have A Dream zu Hause geschrieben hatte. Als ich damit fertig war, rief ich gleich Benny an. Da er und Frida gerade eine Party gaben, luden sie mich ein, doch zu ihnen herüberzukommen. Als ich dann dort war, gingen wir das Stück vor den ganzen Gästen am Klavier gleich einmal durch. Nach kurzer Zeit sangen alle mit, weil es so einfach zu lernen war.“

Noch im selben Jahr wurde der Titel als Estoy Soñando mit spanischem Text aufgenommen und u. a. in Spanien, Argentinien und Mexiko als Single veröffentlicht. Auf der US-Tournee von ABBA im Herbst 1979 hatten sie in jeder Stadt, in der sie auftraten, einen ortsansässigen Kinderchor für I Have a Dream.

## Kommerzieller Erfolg

### Chartplatzierungen
I Have a Dream bedeutete einen weiteren Erfolg für ABBA. In Österreich, Belgien und der Schweiz wurde die Single zum Nummer-eins-Hit; in Deutschland, Irland und Südafrika erreichte sie die Top Five. Des Weiteren erhielt die Gruppe dafür in Großbritannien und den Niederlanden eine Goldene Schallplatte. In Portugal und Simbabwe kam I Have a Dream unter die Top 10. In Schweden und den USA wurde die Single nicht veröffentlicht.
| ChartsChartplatzierungen     | Höchstplatzierung | Wochen |
| ---------------------------- | ----------------- | ------ |
| Deutschland (GfK)            | 4 (27 Wo.)        | 27     |
| Österreich (Ö3)              | 1 (22 Wo.)        | 22     |
| Schweiz (IFPI)               | 1 (12 Wo.)        | 12     |
| Vereinigtes Königreich (OCC) | 2 (10 Wo.)        | 10     |

| ChartsJahrescharts (1980) | Platzierung |
| ------------------------- | ----------- |
| Deutschland (GfK)         | 19          |
| Österreich (Ö3)           | 3           |
| Schweiz (IFPI)            | 15          |

### Auszeichnungen für Musikverkäufe
| Land/Region                  | Auszeichnungen für Musikverkäufe (Land/Region, Auszeichnung, Verkäufe) | Verkäufe |
| ---------------------------- | ---------------------------------------------------------------------- | -------- |
| Neuseeland (RMNZ)            | Gold                                                                   | 15.000   |
| Niederlande (NVPI)           | Gold                                                                   | 100.000  |
| Vereinigtes Königreich (BPI) | Gold                                                                   | 500.000  |
| Insgesamt                    | 3× Gold ·                                                              | 615.000  |

Hauptartikel: ABBA/Auszeichnungen für Musikverkäufe

## Interpretationen anderer Künstler
Unter Verwendung der gleichen Melodie veröffentlichte die griechische Sängerin Nana Mouskouri im Jahr 1983 die französische Version Chanter la vie und die deutsche Fassung Ich leb im Traum. Letztere wurde im Jahr 2000 von Nina & Mike gecovert.
Auf dem Album Abba po polsku veröffentlichten die K&K Studio Singers die polnische Version Ten piękny sen („Der schöne Traum“).
Die irische Boygroup Westlife veröffentlichte I Have a Dream im Dezember 1999 und stand damit für vier Wochen an der Spitze der Charts im Vereinigten Königreich (als sogenannter Weihnachts-Nummer-eins-Hit).
Das Lied findet ebenfalls im ABBA-Musical Mamma Mia! Verwendung, sowie in der gleichnamigen Verfilmung aus dem Jahr 2008 und deren Fortsetzung Mamma Mia! Here We Go Again aus dem Jahr 2018. Im ersten Film wird es dabei von Amanda Seyfried, im zweiten von Lily James interpretiert.